# 김소연 (2004년)
김소연(金昭姸, 2004년 5월 25일 ~ )은 대한민국의 트로트 가수이다. 2020년 MBC '트로트의 민족'에 출연하여 주목을 받았다. 이후 '트로트의 민족' 준우승을 차지하고, 경연곡 '나이야 가라'는 유튜브에서 1000만 뷰를 돌파하는 인기를 얻었다.

## 생애 및 경력

### 어린 시절
2004년 5월 25일에 태어났다.

### 트로트 시절
호주 어학연수 중 한인회에서 개최하는 노래자랑 대회에서 주현미의 '짝사랑'을 불러 1등을 하면서 트로트에 재능이 있음을 자각하였다.
MBC에서 방송되었던 트로트의 민족에 출연하여 선풍적인 인기를 얻고 최종 2위를 하였다.
미스트롯3에 출연하여 최종 6위를 차지하였다.
2024년 5월 20일 미스쓰리랑에서 방송 출연하였다.
2024년 11월 16일 미스쓰리랑 수요일에 방송하였다.

## 학력
- 2023년 2월 9일 해성국제컨벤션고등학교 졸업

## 방송
- 2020년 MBC 《트로트의 민족》- 준우승
- 2022년 MBC 《미스터리 음악쇼 복면가왕》
- 2023년 TV조선 《미스트롯3》- 최종 6위
- 2024년 TV조선 《미스쓰리랑》
- 2024년 TV조선 《미스터로또》- 미스트롯3 TOP7 게스트
- 2024년 KBS 1TV 《가요무대》- 1872회
- 2025년 TV조선 《트롯 올스타전 수요일 밤에》

## 음반
- 디지털 싱글 포장해주세요 2022.10.15
- 미니 1집 또또 2023.06.24
- 디지털 싱글 국가대표 2023.11.15